# Нестеров Олександр Петрович

Олександр Нестеров (1992)

Олекса́ндр Петро́вич Не́стеров (22 квітня 1954—6 липня 2005) — український музикант-мультиінструменталіст, імпровізатор, представник українського джазового авангарду.

## Творчий шлях
Починав музичну кар'єру як бас-гітарист у джаз-рок-гурті «Відеоджаз» (1985—1988). У 1988 виступав як лідер «Групи сучасної музики» (1988), учасниками якої були Петро Товстуха (фортепіано), Юрій Яремчук (саксофони), Ірина Фініш (віолончель), Михайло Антонович (барабани). Деякий час Співпраця з Київським театром драми й комедії.
В 1990-х роках зосередився на мистецтві імпровізації. В 1990—1991 разом з П. Товстухою виступав у Канаді, окрема в рамках фестивалю в клубі Glass Slipper. Створений в дуеті з Товстухою у 1991 році альбом «Клаустрофобія» став першим зразком імпровізаційної музики в Україні, проте виданий на CD цей альбом був лише в 2001 році.

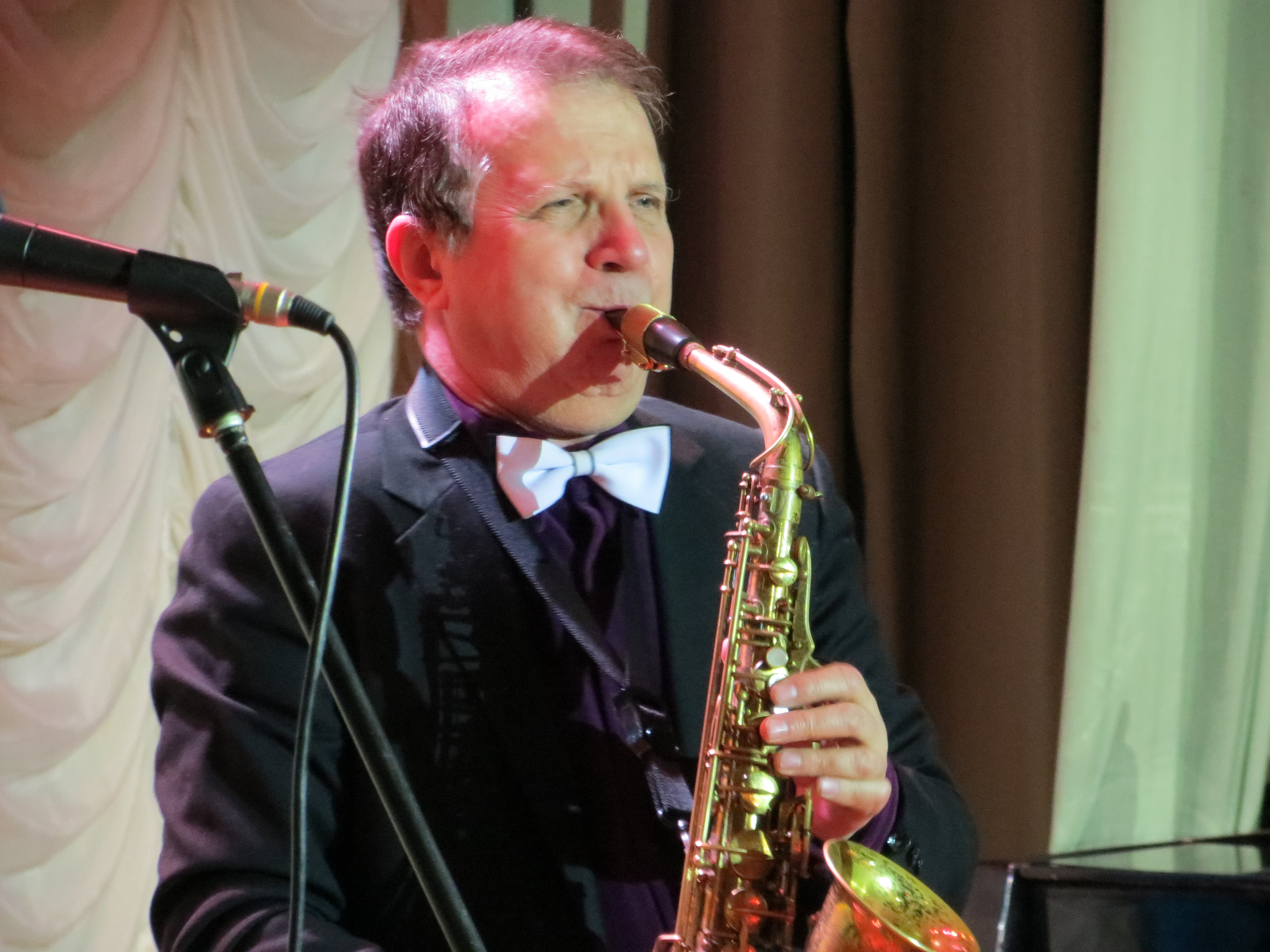
Геннадій Івченко

Одним з найцікавіших творчих проєктів, реалізованих Олександром Нестеровим, було створення тріо неоджазової музики у складі О. Нестеров, С. Хмельов, Ю. Яремчук. Цикл філармонійних концертів цього колективу організований П. Полтаревим, став вагомою віхою в розвитку української національної джазової школи. Також працював у джазовому квінтеті з такими музикантами як Геннадій Івченко, Еміль Соколов (фортепіано), Сергій Швірст (барабани), Сергій Хмельов (вібрафон).
У 1993 році організував масштабний форум європейського авангардного мистецтва Міжнародний фестиваль авангардної музики «Нова територія» (Київ, Український дім). В наступні роки Нестеров співпрацював також з закордонними музикантами, як-от Ладонна Сміт, Джім Менезіс, Жак Сірон, Гайнц-Еріх Ґьодеке, Маркус Ельхенберґер, Еграгд Гірт, Ганс Шутлєр, Арді Енгл, Тадаші Ендо, Сергій Лєтов, Владислав Макаров, Вітаутас Палабавічус, Йозас Мілашіус.
З 1995 року Нестеров виступає переважно як соліст, співпрацює з театром, пише звукові доріжки до кіно. Так, в рамках проєкту Ґьоте-інституту Нестеров компонує і записує з допомогою MIDI-гітари та семплера саундтрек до «Носферату», довоєнного німого шедевру Ф. В. Мюрнау. Також пише музику до фільму Оксани Чепелик «Хроніки за Фортінбрасом», грає в ансамблі на записі музики Алли Загайкевич до документального фільму «Тисмениця» Нелі Пасічник.
Оригінальним став спільний проєкт Олександра Нестерова, Юрія Яремчука, Сергія Хмельова та ансамблю автентичного співу «Древо» «Опромінені звуки», втілений у життя 22 квітня 1996 року в 10-річницю Чорнобильської трагедії. В цих композиціях автентичний спів «Древа», зокрема пісні поліського регіону протиставляються електронним звучанням та металевим ударним. Диск «Опромінені звуки» був записаний у 1998 році.
У 2000-х роках брав участь у фестивалях сучасної академічної музики «Контрасти» у Львові, міжнародних майстер-класах «Час. Простір. Музика 2000» у Національній музичній академії України, Міжнародному фестивалі «Форум музики молодих» в проєкті А. Загайкевич «Електроакустика» з концертом «Добре препарований клавір». Перший міжнародний фестиваль «Деталі звуку» в 2005 році відкрився записами «Динамічних MIDIтацій» Олександра Нестерова.
А. Загайкевич згадуючи перше знайомство з творчістю Нестерова, відзначала «надзвичайно виразне чуттєве інтонування, абсолютно несподівані тембри, якась виключно академічна якість музики, при цьому майже „дитяча“ міміка „відкриття“ та переживання кожного звуку — „спів“ обличчям, очима… і при цьому — бас-гітара!».
Помер у 51-річному віці від раку.

## Дискографія
- Works (з Дж. Хасламом) 1999 Slam CD
- Динамические MIDIтации, Vol. 1 2001 Симфокаре CD
- Динамические MIDIтации, Vol. 2 2001 Симфокаре CD
- Зеркало 2001 Симфокаре CD
- Клаустрофобия 2001 Симфокаре CD
- Опромінені звуки 2001 Симфокаре CD
- Хорошо препарированный клавир 2001 Симфокаре CD